# Záryby
Záryby är en ort i Tjeckien.   Den ligger i regionen Mellersta Böhmen, i den centrala delen av landet, 21 km nordost om huvudstaden Prag. Záryby ligger 169 meter över havet och antalet invånare är 689.
Terrängen runt Záryby är huvudsakligen platt. Záryby ligger nere i en dal.Runt Záryby är det ganska tätbefolkat, med 139 invånare per kvadratkilometer. Närmaste större samhälle är Žižkov, 19,7 km sydväst om Záryby. Trakten runt Záryby består till största delen av jordbruksmark.